# ブレット・リー
ブレット・リー（英: Brett Lee 、1976年11月8日 - ）は、オーストラリア・ウロンゴン出身の元プロクリケット選手。元オーストラリア代表。ポジションはボウラー。

## 概要
2000年代を代表するクリケット選手の一人。クリケットのバイブルとして知られるウィズデン・クリケッターズ・アルマナックによって、2000年代のODI形式のワールドイレブンに選出された。